# Nicholas Bayly (député)
Le colonel Nicholas Bayly (1749 - 7 juin 1814) est un soldat britannique et député.

## Biographie
Il est le troisième fils de Nicholas Bayly (2e baronnet), et Caroline, fille du brigadier-général Thomas Paget (général). Il est le frère cadet de Henry Paget (1er comte d'Uxbridge), et l'oncle de Henry Paget, 1er marquis d'Anglesey. Le siège familial est Plas Newydd.
Il est colonel de la milice du Royal West Middlesex et lieutenant-colonel des Grenadier Guards. Il est élu au Parlement pour Anglesey en 1784, un siège qu'il occupe jusqu'en 1790. Il est remplacé comme député par son neveu William Paget.
Il épouse Fanny Nettlefold. Il est décédé en juin 1814. Leur deuxième fils est le général Henry Bayly (général) (en).